# Гора (Селецкое сельское поселение)
Гора — опустевшая деревня в Холмогорском районе Архангельской области.

## География
Находится в центральной части Архангельской области на расстоянии приблизительно 125 км на юг по прямой от административного центра района села Холмогоры на левом берегу реки Мехреньга.

## История
В 1939 году отмечалась в составе Среднемехреньгского сельсовета Емецкого района. До 2015 года входила в Селецкое сельское поселение, с 2015 по 2022 в Емецкое сельское поселение до его упразднения.

## Население
Численность населения не была учтена как в 2002 году, так и в 2010.